# Mariedal, Upplands-Bro kommun
Mariedal är en ort i Upplands-Bro kommun i Stockholms län. Mariedal ligger strax sydost om Håbo-Tibble kyrkby. 2015 växte tätorten samman med Håbo-Tibble kyrkbys tätort.

## Befolkningsutveckling
| Befolkningsutvecklingen i Mariedal 1990–2010                                 | Befolkningsutvecklingen i Mariedal 1990–2010 | Befolkningsutvecklingen i Mariedal 1990–2010 | Befolkningsutvecklingen i Mariedal 1990–2010 | Befolkningsutvecklingen i Mariedal 1990–2010 |
| ---------------------------------------------------------------------------- | -------------------------------------------- | -------------------------------------------- | -------------------------------------------- | -------------------------------------------- |
|                                                                              |                                              |                                              |                                              |                                              |
| År                                                                           |                                              |                                              | Folkmängd                                    | Areal (ha)                                   |
| 1990                                                                         | 1990                                         |                                              | 129                                          | 42#                                          |
| 1995                                                                         | 1995                                         |                                              | 153                                          | 60#                                          |
| 2000                                                                         | 2000                                         |                                              | 190                                          | 60#                                          |
| 2005                                                                         | 2005                                         |                                              | 277                                          | 74                                           |
| 2010                                                                         | 2010                                         |                                              | 297                                          | 74                                           |
| Anm.: Ny tätort 2005. Sammanvuxen med Håbo-Tibble kyrkby 2015. # Som småort. |                                              |                                              |                                              |                                              |